# Daniel Ruiz (Leichtathlet)
Daniel Eugenio Ruiz Colina (* 18. Mai 2003) ist ein venezolanischer Leichtathlet, der sich auf den Mittelstreckenlauf spezialisiert hat.

## Sportliche Laufbahn
Erste Erfahrungen bei internationalen Meisterschaften sammelte Daniel Ruiz im Jahr 2024, als er bei den U23-Südamerikameisterschaften in Bucaramanga in 1:50,84 min den fünften Platz im 800-Meter-Lauf belegte.
2024 wurde Ruiz venezolanischer Meister in der 4-mal-400-Meter-Staffel.

## Persönliche Bestzeiten
- 800 Meter: 1:50,84 min, 14. April 2023 in Barquisimeto